# Houdemont (Francja)
Houdemont – miejscowość i gmina we Francji, w regionie Grand Est, w departamencie Meurthe i Mozela.
Według danych na rok 1990 gminę zamieszkiwało 1836 osób, a gęstość zaludnienia wynosiła 507 osób/km² (wśród 2335 gmin Lotaryngii Houdemont plasuje się na 226. miejscu pod względem liczby ludności, natomiast pod względem powierzchni na miejscu 1126.).